# داء كيمورا
داء كيمورا (بالإنجليزية: Kimura disease)‏ عبارة عن اضطراب التهاب مزمن حميد ونادر. أعراضه الأولية هي آفات تحت الجلد في الرأس أو الرقبة أو التهاب غير مؤلم في جانب واحد من العقد الليمفاوية العنقية.

## نبذة تاريخية
نُشر أول تقرير معروف عن داء كيمورا في الصين في عام 1973م، وحينها حدد كيم (Kimm) وسيتو (Szeto) سبع حالات لهذا المرض. وكانت أول تسمية لهذا المرض في عام 1948م عندما لاحظ كيمورا وآخرون تغيرًا في الأوعية الدموية وأشاروا إليها على أنها «تحبب غير عادي مع تغيرات فرط تنسج في الأنسجة الليمفاوية».

## السبب
لا يزال سبب داء كيمورا غير معروف. ويشتبه في أسباب مثل الحساسية أو تغيير نظام المناعة. وتم اقتراح نظريات أخرى مثل التحفيز المستديم للمستضد بعد لدغ المفصليات والعدوى الطفيلية أو المبيضية. ولم يتم إثبات أي من هذه النظريات حتى الآن.

## الفسيولوجيا المرضية
لا تزال الفسيولوجيا المرضية لداء كيمورا مجهولة، ومع ذلك يحتمل أن يكون السبب راجعًا إلى رد الفعل الحساس والصدمات وداء المناعية الذاتية. ويظهر هذا المرض عن طريق الانتشار غير الطبيعي للبصيلات اللمفاوية والبطانة الوعائية. وتفسر كَثْرَةُ اليُوزينِيَّات المحيطة ووجود اليوزينِيَّة في الارتشاح الالتهابي أن داء كيمورا قد يكون رد فعل لفرط الحساسية. وقد أشارت بعض الأدلة على أن الخلايا الليمفاوية TH2 ربما يكون لها دور في ذلك، ولكن هناك حاجة إلى مزيد من التحقيق.
عادة ما يقتصر داء كيمورا على الجلد والغدد الليمفاوية والغدد اللعابية، ولكن تم الإبلاغ عن أن المرضى المصابين بداء كيمورا يعانون أيضًا من المتلازمة الكلائية. وأساس العلاقة المحتملة هذه غير واضحة.

## التكرار والانتشار
غالبًا ما يظهر داء كيمورا في الذكور الآسيويين. ونادرًا ما تم الإبلاغ عن الإصابة بداء كيمورا في الولايات المتحدة. ولا يعرف على الصعيد الدولي مدى انتشار المرض.

## العلاج
قد تكون الملاحظة مقبولة إذا لم تكن الآفات عرضية وغير مشوهة. يمكن تقليل الآفات أو الاستيرويدات عن طريق الفم العقيدات ولكن نادرًا ما تؤدي إلى شفائها.
وقد تم اقتراح تناول السيكلوسبورين للحث على تعافي المرضى المصابين بداء كيمورا، ولكن تم ملاحظة تكرار الآفات بمجرد التوقف عن هذا العلاج.
ويعد السيتيريزين هو العقار الفعال في علاج أعراض داء كيمورا. فخصائص السيتيريزين الفعالة في علاج الحكة وكعلاج مضاد للالتهابات تجعله مناسبًا لعلاج الحكة المرتبطة بهذه الآفات. جربت الكلية الأمريكية لأمراض الروماتيزم في دراسة أُجريت عام 2005م علاجًا باستخدام بريدنيزون في البداية، ثم جرعات الستيرويد والآزويثوبرين وأوميبرازول والكالسيوم وفيتامين د على مدار عامين. بدأت حالة جلد المريض في التحسن وقلت الآفات من الجلد. ومع ذلك تمت ملاحظة أعراض فرط نشاط قشر الكظر والشعرانية قبل انتهاء المريض من دورات المنشطات ووصف له 10 مللي جرام/يوم من السيتيريزين لمنع الآفات الجلدية؛ وهذا العقار مناسب لعلاج الحكة المرتبطة بمثل هذه الآفات. وفيما يتعلق بعدم ظهور أعراض، اختفت الآفات الجلدية للمريض بعد العلاج بالسيتيريزين، وأصبح حساب عدد الخلية الحمضية في الدم طبيعيًا، وقد تم التعافي من آثار الكورتيكوستيرويد،, وبدأ التعافي في غضون شهرين. ويعتقد أيضًا أن تثبيط الخلايا الحمضية قد يكون الأساس في علاج داء كيمورا بسبب دورها، بدلاً من الخلايا الأخرى فيما يتعلق بآفات الجلد.
قد تم استخدام العلاج الإشعاعي لعلاج الآفات المتكررة أو المستمرة. ومع ذلك، نظرًا لأن هذا المرض حميد بطبيعته، ينبغي اللجوء للإشعاع فقط في الحالات المتكررة وآفات التشويه.
وقد تم اعتبار الجراحة دعامة أساسية للعلاج. ومع ذلك، فإن تكرر حدوث الحالة بعد الجراحة أمر شائع.